# Tielatnikowo (obwód kurski)
Tielatnikowo (ros. Телятниково) – wieś (ros. село, trb. sieło) w zachodniej Rosji, w sielsowiecie iwanczikowskim rejonu lgowskiego w obwodzie kurskim.

## Geografia
Miejscowość położona jest 3 km od centrum administracyjnego sielsowietu (Iwanczikowo), 5 km na północny wschód od centrum administracyjnego rejonu (Lgow), 61,5 km na zachód od Kurska, 12,5 km od drogi regionalnego znaczenia 38K-017 (Kursk – Lgow – Rylsk – granica z Ukrainą) – część trasy europejskiej E38.
We wsi znajduje się 135 posesji.
Klimat
Miejscowość, jak i cały rejon, znajduje się w strefie klimatu kontynentalnego z łagodnym ciepłym latem i równomiernie rozłożonymi opadami rocznymi (Dfb w klasyfikacji klimatów Köppena).

## Demografia
W 2010 r. wieś zamieszkiwało 135 osób.